# Mochlosoma indutile
Mochlosoma indutile là một loài ruồi trong họ Tachinidae.